# Orquesta de la Comunidad Valenciana
La Orquesta de la Comunidad Valenciana (en valenciano y oficialmente, Orquestra de la Comunitat Valenciana) es una orquesta sinfónica española con sede en la ciudad de Valencia, en el Palacio de las Artes Reina Sofía. Su director musical es Mark Elder, y la Orquesta pertenece a la Asociación Española de Orquestas Sinfónicas (AEOS) 

## Directores musicales
- Lorin Maazel (2006–2011)
- Omer Meir Wellber (2011-2014)
- Fabio Biondi (2015-2018)[3]
- Roberto Abbado (2015-2019)
- James Gaffigan (2021-2025)
- Mark Eder (2025-presente) [4]